# Steamboat Rock (Iowa)
Steamboat Rock – miasto w Stanach Zjednoczonych, w stanie Iowa, w hrabstwie Hardin. Zgodnie ze spisem statystycznym z 2000 roku, miasto liczyło 336 mieszkańców.